# Palazzo Porto in piazza Castello

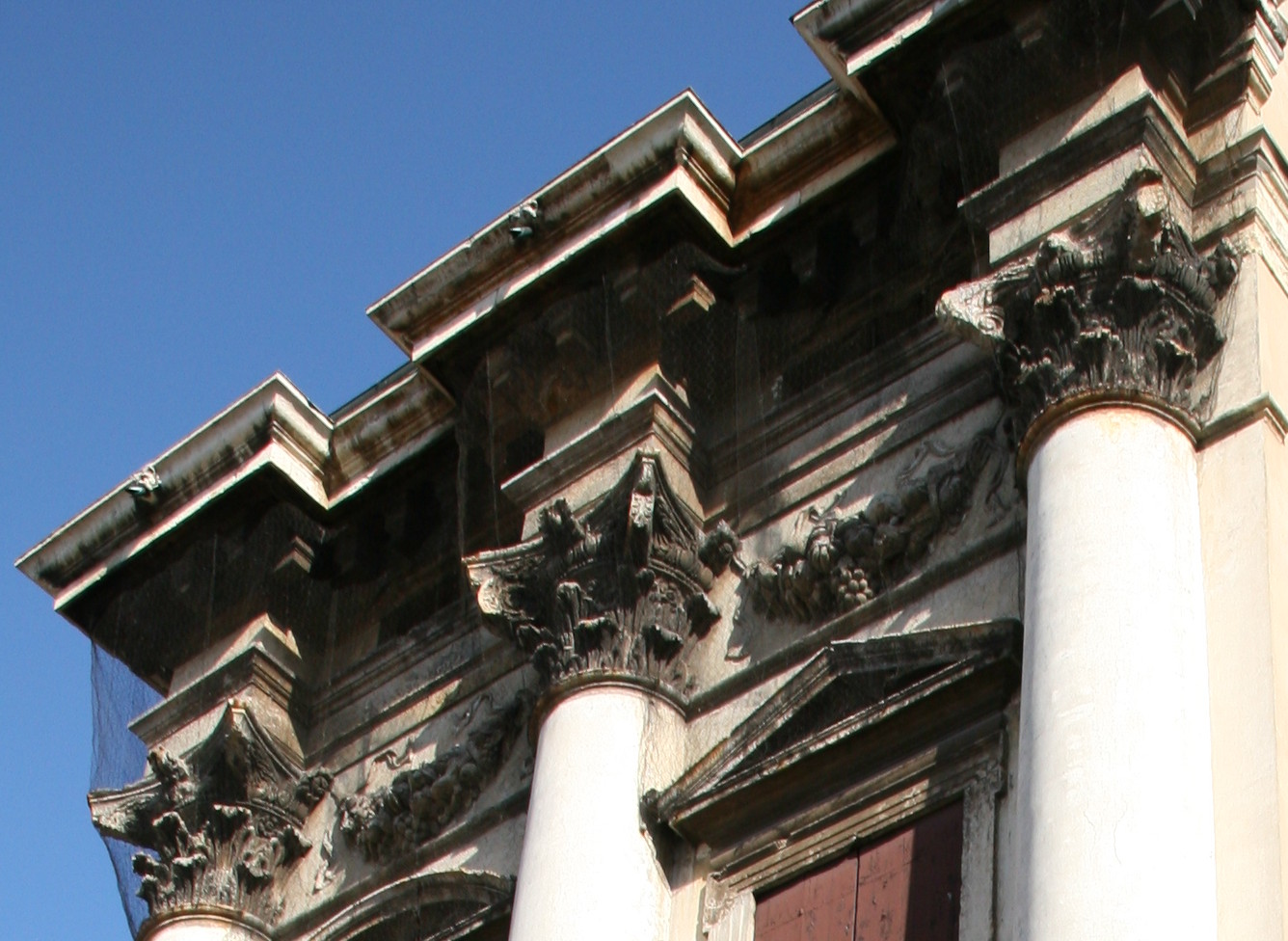
Dettaglio della facciata

Palazzo Porto in piazza Castello, noto anche come Porto Breganze, è un palazzo nobiliare di Vicenza progettato nel 1571 circa per Alessandro Porto, attribuito ad Andrea Palladio e rimasto incompiuto. È uno dei due palazzi ideati da Palladio in città per la famiglia dei Porto (l'altro è Palazzo Porto in Contrà Porti) ed è inserito nel patrimonio dell'umanità dell'UNESCO "Città di Vicenza e le ville palladiane del Veneto".

## Storia
L'impressionante sezione di palazzo che fa da quinta scenografica alla piazza del Castello è l'evidente testimonianza dell'esito sfortunato di un cantiere palladiano. Alla sinistra del frammento è chiaramente visibile la vecchia casa quattrocentesca della famiglia Porto, che era destinata ad essere progressivamente demolita con l'avanzare del cantiere del nuovo palazzo, cosa che evidentemente non avvenne a causa della prudenza del committente Alessandro Porto.
La datazione è incerta, ma senz'altro posteriore al 1570, sia perché il palazzo non è inserito nei Quattro libri dell'architettura (pubblicati a Venezia in quell'anno) sia perché Alessandro riceve in eredità le proprietà di famiglia in piazza Castello dopo la morte del padre Benedetto, nell'ambito della spartizione dei beni di famiglia con i fratelli Orazio e Pompeo, avvenuta nel 1571.
Francesco Thiene, proprietario dell'omonimo palazzo palladiano all'altro estremo della piazza, sposò Isabella Porto, sorella di Alessandro, e come già nel caso di Iseppo da Porto e i cognati Marcantonio e Adriano Thiene, forse fu proprio la competizione fra le due famiglie ad essere all'origine delle inusuali dimensioni di palazzo Porto. Del resto è la posizione stessa del palazzo, fondale della piazza, a rendere necessaria un'accentuata monumentalità, in grado di dominare il grande spazio aperto antistante: una logica sperimentata pochi anni prima con la Loggia del Capitaniato in piazza dei Signori.
Con buona probabilità il palazzo avrebbe dovuto svilupparsi in sette campate e avere un cortile concluso ad esedra, come prova un'analisi delle murature superstiti. Non è chiara la ragione del blocco del cantiere, che Vincenzo Scamozzi dichiara nel 1615 di aver portato personalmente alla attuale, parziale conclusione. Gli interni sono stati pesantemente alterati nel corso del tempo.
Nel 1994 è stato inserito dall'UNESCO, assieme alle altre architetture palladiane della città, nella lista dei patrimoni dell'umanità.
Dall'ottobre 2009 fino ai primi mesi del 2011 l'edificio è stato restaurato.

## Descrizione
Le due campate di palazzo costruite permettono di definire la soluzione prevista per la facciata: un ordine gigante di semicolonne che occupano buona parte dell'altezza della parete, sono inserite su alti zoccoli e sovrastate di alti capitelli compositi, chi ne proseguono l'elevazione dinamica. Gli intercolumni sono in pietra nella parte inferiore, mentre il loro aspetto è animato, nella parte superiore, da alte aperture, il cui balcone forma una grande sporgenza sostenuta da mensole. Le aperture sono sovrastate da frontoni triangolari e archi convessi alternati, secondo lo schema regolare delle sette campate previste; sopra ogni finestra, un fregio a ghirlanda di frutta riempie lo spazio tra i capitelli. L'estremità superiore, sotto la cornice in forte sporgenza, è occupata da un attico.

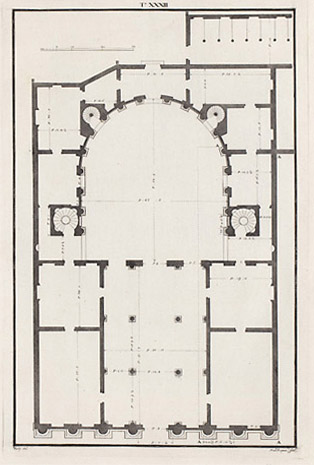
Pianta secondo il progetto incompiuto di Palladio (Ottavio Bertotti Scamozzi, 1776)
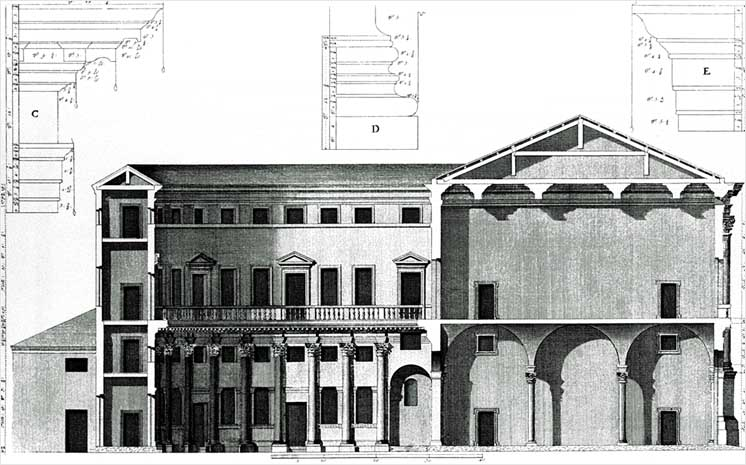
Sezione secondo il progetto incompiuto di Palladio (Ottavio Bertotti Scamozzi, 1776)
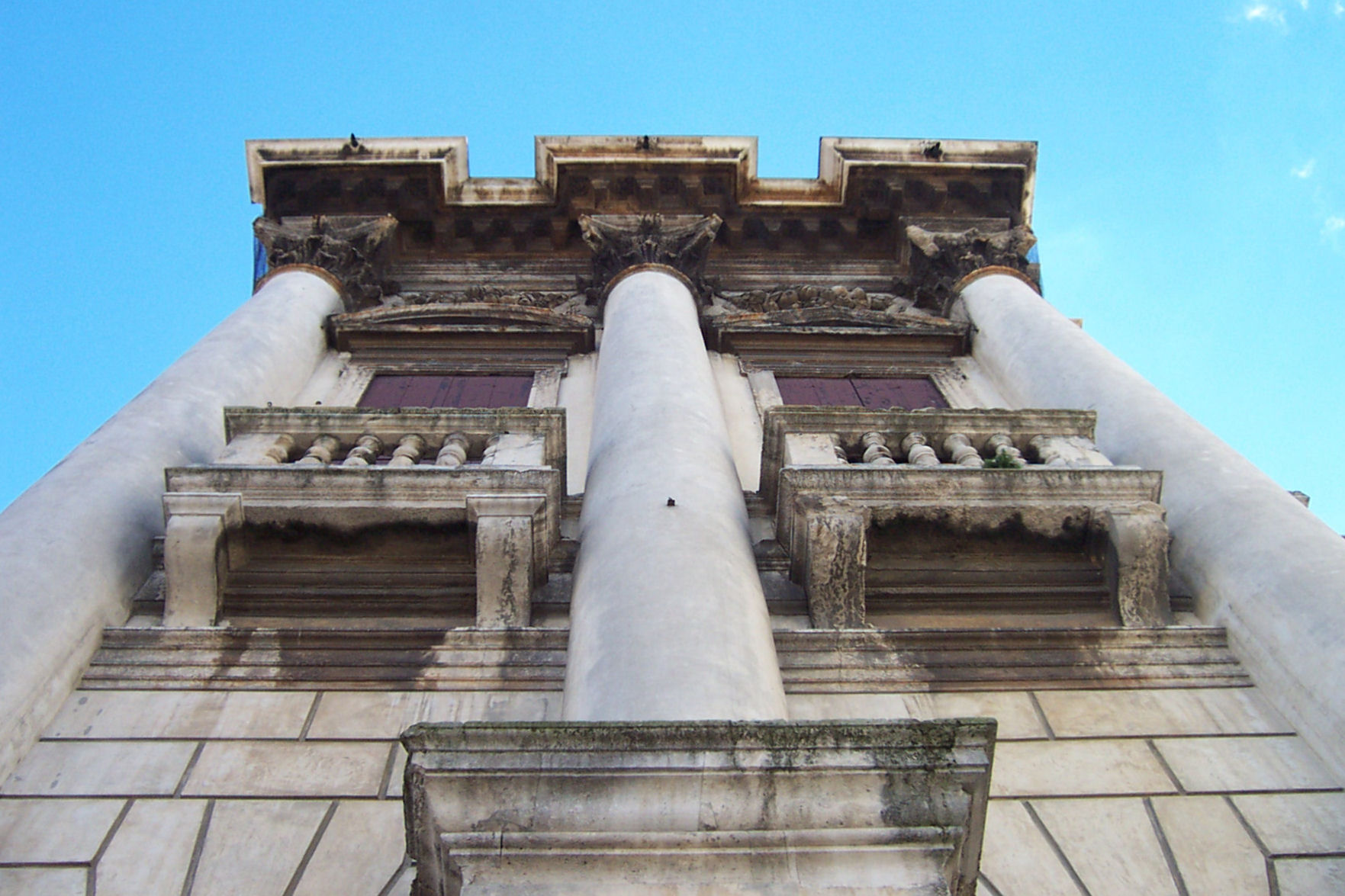
Vista dal basso della facciata